# Escut d'Alió
L'escut oficial d'Alió, aprovat el 27 de desembre del 2000, (Alt Camp) té el següent blasonament: 
Escut caironat partit: primer d'argent, un mig vol d'atzur; segon d'or, una creu de tau o de Santa Tecla de sable. Per timbre, una corona mural de poble.
L'ala és un senyal parlant relatiu al nom del poble. La creu de tau, o creu de santa Tecla, fa referència al fet que els senyors d'Alió eren els arquebisbes de Tarragona, els quals són representats pel símbol de la patrona de la ciutat.